# Idiot Wind
"Idiot Wind" es una canción del músico estadounidense Bob Dylan publicada en el álbum de estudio de 1975 Blood on the Tracks. Fue interpretada frecuentemente durante la gira Rolling Thunder Revue de 1975. Una versión estentórea en directo fue incluida como último tema en el álbum Hard Rain (1976).

## Composición
Siguiendo el consejo de su hermano David, Dylan regrabó la mitad de las canciones que conformaban en un principio Blood on the Tracks, incluyendo "Idiot Wind". Las nuevas grabaciones fueron radicalmente distintas a las originales, e "Idiot Wind" sufrió grandes cambios con respecto a su primera versión, tras añadir una banda completa de fondo que se sobreponía a la grabación primigenia, en la que sólo había una guitarra acústica. Los músicos que participaron en dichas sesiones no fueron acreditados en el álbum, debido a que el diseño ya se encontraba impreso.

## Temas
La canción, al igual que la mayor parte del álbum, trata sobre amor y sobre los problemas que surgen con él. En el tema, Dylan ataca a una mujer anónima a la vez que hace observaciones sobre el mundo en general. El estribillo varía continuamente, si bien siempre incluye los versos "You're an idiot, babe / it's a wonder that you still know how to breathe" (lo cual puede traducirse como "eres una idiota, nena / es un milagro que aún sepas respirar"). Al final de la canción, modifica sustancialmente la percepción de la lírica y se autoinculpa de alguno de los errores de la pareja diciendo: "We're idiots, babe / it's a wonder we can even feed ourselves" (que puede traducirse como "fuimos idiotas, chica / es un milagro que aún sepamos alimentarnos").
En una entrevista concedida en 1978 a la revista musical Rolling Stone, Dylan definió "Idiot Wind" como "una mezcla entre la ira y el sentimentalismo, porque recurre a todas las texturas de filosofía estricta. Pero fundamentalmente es una filosofía hecha añicos que no tiene título, y que se ejecuta con el poder de la voluntad."

## Versiones
Hootie & The Blowfish consiguieron un gran éxito con el tema "Only Wanna Be With You" en 1994, el cual incluía versos al pie de la letra de "Idiot Wind". Aunque la banda mencionó a Dylan en la canción, fueron demandados y llevados a juicio.